# Days in the Wake
Days in the Wake is het tweede album van Will Oldham onder de naam Palace Brothers. Het album kwam uit in 1994 bij Drag City. Oorspronkelijk was het album uitgekomen onder de naam Palace Brothers. 

## Nummers
Alle muziek en teksten zijn geschreven door Will Oldham. 
| 1.                 | You Will Miss Me When I Burn | 3:18 |
| 2.                 | Pushkin                      | 2:52 |
| 3.                 | Come a Little Dog            | 2:18 |
| 4.                 | I Send My Love to You        | 2:16 |
| 5.                 | Meaulnes                     | 2:27 |
| 6.                 | No More Workhorse Blues      | 3:29 |
| 7.                 | All Is Grace                 | 1:34 |
| 8.                 | Whither Thou Goest           | 2:02 |
| 9.                 | (Thou Without) Partner       | 4:03 |
| 10.                | I Am a Cinematographer       | 2:36 |
| Totale duur: 26:55 |                              |      |

## Bezetting
- Will Oldham
- Ned Oldham
- Paul Oldham